# Abu ibn 'Abd al-Barr
Abu 'Abd Allah ibn 'Abd al-Barr fue un importante polígrafo y jurista cordobés. No se conoce con certeza la fecha de su nacimiento, en la primera década del siglo X. 

## Historia
Desarrolló su magisterio como cadí en la ciudad califal, según se sabe por la biografía que de él realizó Ibn al-Faradi, quien le alaba como alfaquí sobresaliente, versado en el hadiz y perito en versos. No debe confundirse con Yusuf Ibn 'Abd al-Barr, también cordobés y cadí, que nació unos años después de la muerte de Abu Abd al-Barr.
La designación, por Abderramán III, de Al-Hakam II como su sucesor, provocó un intento de hacerse con el poder por parte de Abd Allah, otro de los hijos del califa, que intentó destronar a su padre. En esta sublevación participaron numerosos personajes de Córdoba, entre los que estaba Abd al-Barr. El 22 de marzo de 950, el califa ordena su ejecución, por haber intervenido en la conspiración.

## Obra
Abd al-Barr es autor de una obra valiosa sobre biografías de alfaquíes y cadíes de al-Ándalus, llamada Kitáb al-qudá, de indudable entidad según podemos deducir a partir de los fragmentos reproducidos en otras fuentes y, especialmente, en el Muqtabis de Ibn Hayyán.
Parece que la gravedad de los sucesos que le llevaron a la muerte, supusieron la retirada de la circulación de su obra por algún tiempo, hasta después de la muerte de Al-Hakam II. Sólo entonces vuelven a aparecer sus textos, aunque ya fragmentados. Ibn Hayyán recoge, de forma extensa, citas textuales de la obra de Ibn Abd al-Barr sobre los cadíes de Abd al-Rahmán II. Por su parte, Ibn Said al-Maghribi, que vivió dos siglos más tarde (1214-1286), recoge en su obra al-Mugrib datos sobre el período califal, tomados directamente de Ibn Abd al-Barr. Otros autores, como al-Nubâhí, también lo utilizaron como fuente.